# Julen Lobete
Julen Lobete Cienfuegos (Lezo, Guipúzcoa, 18 de septiembre de 2000) es un futbolista español que juega  como delantero en el Málaga C. F. de la Segunda División de España.

## Trayectoria
Nacido en Lezo, Guipúzcoa, País Vasco, se formó en la cantera del Allerru Kirol Elkartea y en 2018 ingresó en la Real Sociedad, para jugar en categoría juvenil. El 4 de enero de 2020, siendo jugador de la Real Sociedad "B", renovó por tres temporadas.
En la temporada 2020-21 lograron el ascenso a la Segunda División tras vencer en la eliminatoria definitiva al Algeciras C. F. En agosto de 2021 fue convocado con el primer equipo de la Real Sociedad para el partido de Primera División frente al F. C. Barcelona, debutando y marcando su primer gol aunque no sirvió para evitar la derrota. Durante la campaña fue alternando participaciones con el primer equipo y el filial.
El 26 de julio de 2022 abandonó la entidad txuri urdin tras fichar por el R. C. Celta de Vigo para las siguientes cuatro temporadas, las dos primeras con ficha del filial. En ambas salió cedido; primero al RKC Waalwijk neerlandés y después al F. C. Andorra.
El 2 de agosto de 2024, tras acordar la rescisión de su contrato con el conjunto vigués, fichó por el Málaga C. F. hasta 2027.

## Clubes
| Club                    | País         | Período   | Partidos | Goles |
| ----------------------- | ------------ | --------- | -------- | ----- |
| Real Sociedad "B"       | España       | 2019-2022 | 75       | 15    |
| Real Sociedad           | España       | 2021-2022 | 14       | 2     |
| R. C. Celta de Vigo "B" | España       | 2022-2024 | 0        | 0     |
| RKC Waalwijk (cedido)   | Países Bajos | 2022-2023 | 30       | 4     |
| F. C. Andorra (cedido)  | Andorra      | 2023-2024 | 41       | 4     |
| Málaga C. F.            | España       | 2024-act. |          |       |